# Hologymnosus annulatus
Hologymnosus annulatus là một loài cá biển thuộc chi Hologymnosus trong họ Cá bàng chài. Loài này được mô tả lần đầu tiên vào năm 1801.

## Từ nguyên
Từ định danh annulatus trong tiếng Latinh có nghĩa là "có vòng bao quanh", hàm ý đề cập đến các vệt sọc ở hai bên thân của loài này, được ví như những đường vòng bao quanh cơ thể.

## Phạm vi phân bố và môi trường sống
H. annulatus có phạm vi phân bố trên khắp Ấn Độ Dương - Thái Bình Dương. Từ Biển Đỏ, loài này được ghi nhận dọc theo vùng bờ biển Đông Phi, bao gồm Madagascar và các đảo quốc trong Ấn Độ Dương, cũng như bờ biển Tây Úc; từ quần đảo Mergui trải dài đến các vùng bờ biển thuộc Đông Nam Á và hầu hết các đảo quốc, quần đảo thuộc châu Đại Dương (xa nhất ở phía đông là đến quần đảo Société và quần đảo Pitcairn; ngược lên phía bắc đến vùng biển Nam Nhật Bản; về phía nam đến rạn san hô Great Barrier.
H. annulatus sống gần những rạn san hô trên nền đáy cát và đá vụn trong đầm phá và vùng biển ngoài khơi ở độ sâu khoảng từ 3 đến 30 m.

## Mô tả

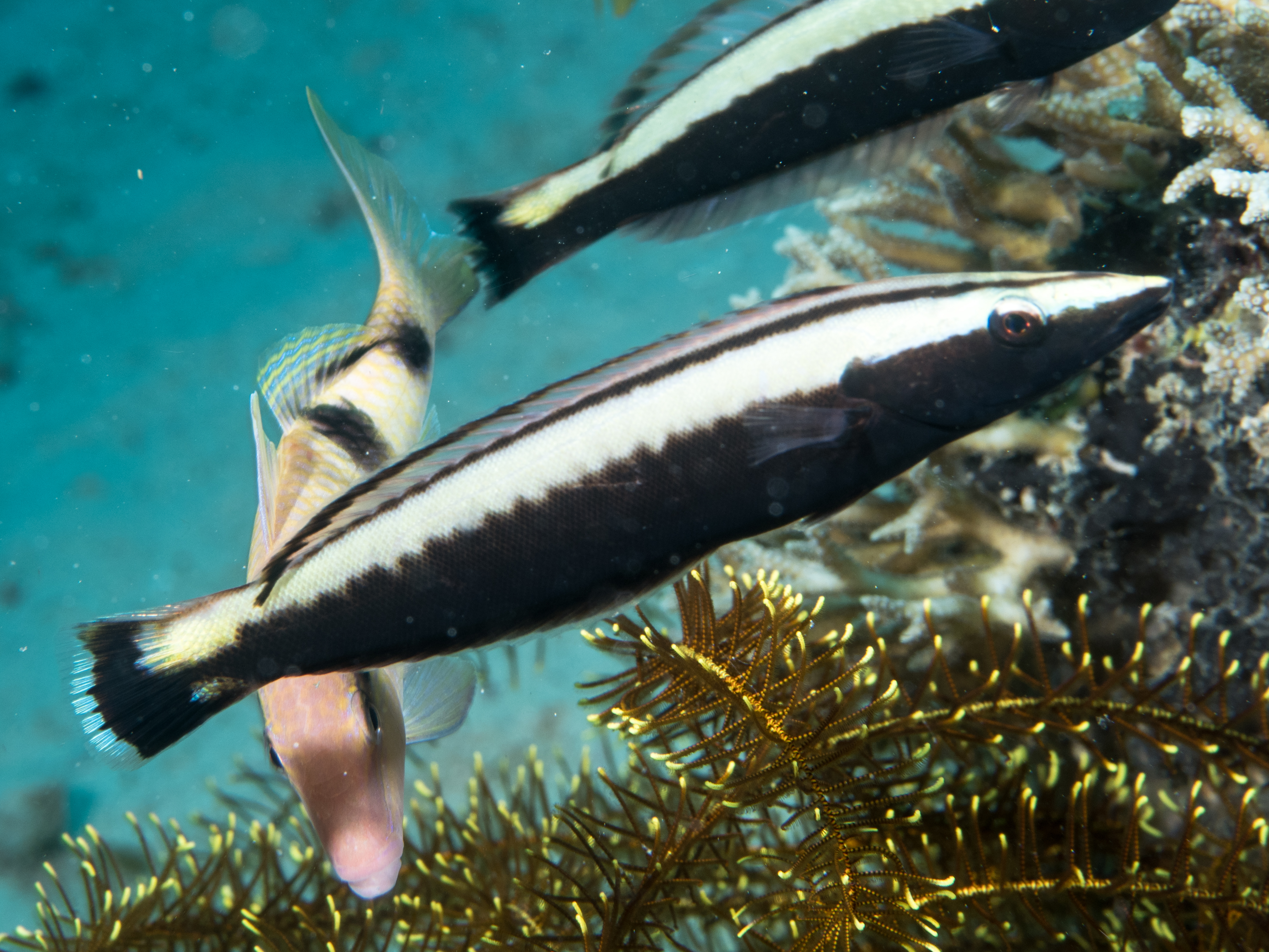
Cá con

H. annulatus có chiều dài cơ thể tối đa được ghi nhận là 40 cm. Chúng là loài dị hình giới tính rõ rệt và cũng có thể là một loài lưỡng tính tiền nữ. Cơ thể thuôn dài, dẹt ở hai bên thân với các vảy nhỏ. Hàm có 2 cặp răng nanh ở phía trước. Vây đuôi bo tròn ở cá con, có khía ở cá trưởng thành.
Cá đực có màu xanh lục, đôi khi màu xanh lục lam với các vệt sọc tím ở hai bên thân. Đầu màu tím nhạt, có các vệt đốm màu xanh lục và xanh lam. Hai thùy đuôi sẫm màu tạo thành hình lưỡi liềm trên vây đuôi. Cá đực ở Ấn Độ Dương và Thái Bình Dương có chút khác biệt về kiểu màu: H. annulatus đực Ấn Độ Dương có dải sọc dọc màu trắng (hoặc vàng) ở giữa thân, trong khi H. annulatus đực Thái Bình Dương có màu trắng ở gần cuống đuôi khi vào giai đoạn kết đôi.
Cá cái có màu nâu đen trên toàn cơ thể; hai bên thân xuất hiện các vệt sọc đứng sẫm nâu. Đuôi có vệt trắng hình lưỡi liềm ở rìa sau. Cá con có màu đen với một dải sọc màu vàng nhạt từ mõm phủ toàn bộ lưng và thân trên, và thêm một dải sọc mảnh màu đen dọc theo gốc vây lưng.
Số gai ở vây lưng: 9; Số tia vây ở vây lưng: 12; Số gai ở vây hậu môn: 3; Số tia vây ở vây hậu môn: 12; Số tia vây ở vây ngực: 13.

## Hành vi và tập tính
Thức ăn của H. annulatus chủ yếu là các loài cá nhỏ, và cũng bao gồm cả động vật giáp xác. H. annulatus trưởng thành thường sống đơn độc; cá con có xu hướng sống gần đáy biển.

## Hình ảnh

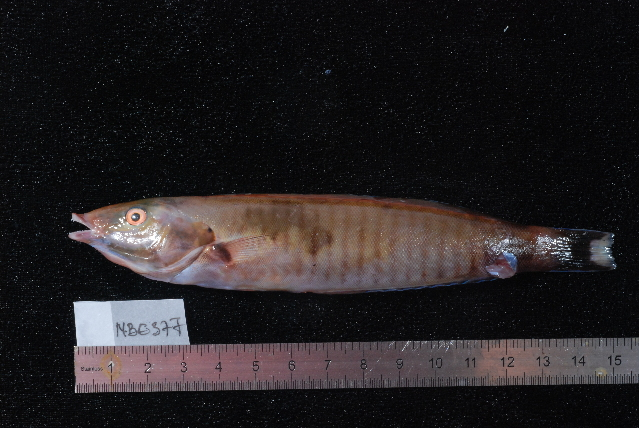
Cá cái
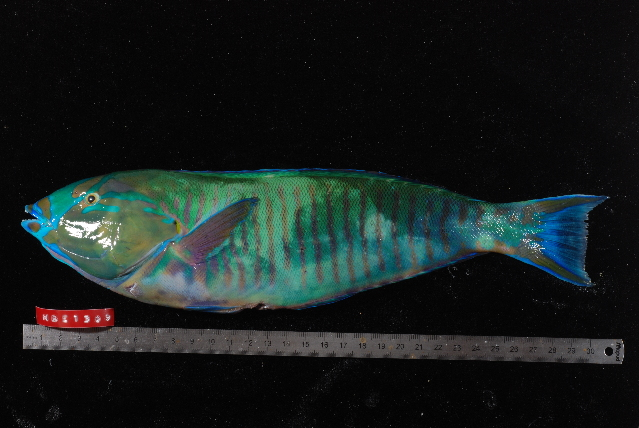
Cá đực
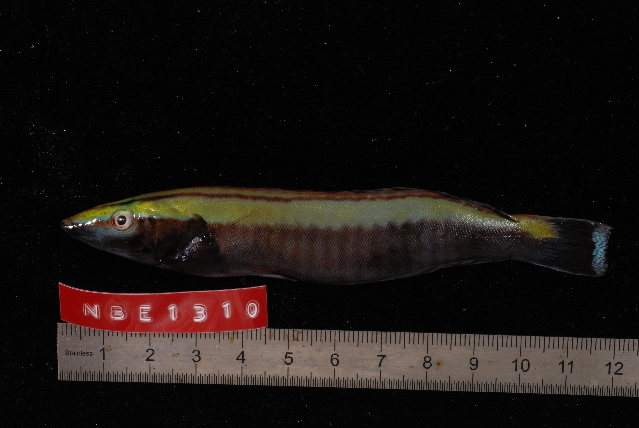
Cá con